# Nathan Bedford Forrest III
Nathan Bedford Forrest III (* 6. April 1905 in Memphis, Tennessee; † 13. Juni 1943 in der Nähe von Kiel, Deutschland) war ein US-amerikanischer Brigadegeneral der United States Army Air Forces und ein Urenkel von Nathan Bedford Forrest. Forrest war der erste amerikanische General, der während des Zweiten Weltkriegs in Europa getötet wurde.

## Herkunft
Nathan Bedford Forrest III war der Sohn von Nathan Bedford Forrest II und Mattie Patton. Er war ein Urenkel von Nathan Bedford Forrest, der General der Konföderation und erster Anführer (Grand Wizard) des Ku-Klux-Klan war.
Am 22. November 1930 heiratete er Frances Brassler. Die Ehe blieb kinderlos.

## Militärkarriere
Im Jahr 1928 absolvierte er die Militärakademie West Point und wurde Second Lieutenant bei der Kavallerie. 1929 wechselte er zum Air Corps und stieg dort schnell auf. 1941 wurde er zum Major befördert, 1942 zum Colonel und im gleichen Jahr noch zum Brigadegeneral.

## Tod
Er wurde als vermisst gemeldet, als die B-17 Flying Fortress, in der er sich befand, bei einem Bombenangriff auf die deutschen U-Boot-Werften in Kiel am 13. Juni 1943 abgeschossen wurde und abstürzte. Andere Mitglieder des Geschwaders berichteten, Fallschirme gesehen zu haben. Forrest wurde am 23. September 1943 tot aufgefunden, als sein Körper auf der Insel Rügen angespült wurde. Nur eines seiner Besatzungsmitglieder hat den Absturz überlebt.
Er wurde Posthum mit dem Distinguished Service Cross ausgezeichnet. Er liegt auf dem Arlington National Cemetry in Arlington (Virginia) begraben.